# Maria Olărașu
Maria Olărașu (Hîncești, 28 de mayo de 2000) es una deportista moldava que compite en piragüismo en la modalidad de aguas tranquilas.
Ganó una medalla de plata en el Campeonato Mundial de Piragüismo de 2024 y una medalla de bronce en el Campeonato Europeo de Piragüismo de 2025.
Participó en dos Juegos Olímpicos de Verano, Tokio 2020 y París 2024, ocupando en ambas ocasiones el séptimo lugar en la prueba de C2 500 m.

## Palmarés internacional
| Campeonato Mundial | Campeonato Mundial       | Campeonato Mundial | Campeonato Mundial |
| Año                | Lugar                    | Medalla            | Competición        |
| ------------------ | ------------------------ | ------------------ | ------------------ |
| 2024               | Samarcanda (Uzbekistán)  | Medalla de plata   | C2 200 m           |
| Campeonato Europeo |                          |                    |                    |
| Año                | Lugar                    | Medalla            | Competición        |
| 2025               | Račice (República Checa) | Medalla de bronce  | C4 500 m mixto     |